# Maxim Biller
Maxim Biller (Praga, 1960) è uno scrittore tedesco.

## Biografia
Nato a Praga da genitori russi ebrei, nel 1970 si trasferì con la famiglia in Germania. Vissuto a lungo tra Amburgo e Monaco di Baviera, ora risiede e lavora a Berlino. La sua opera si impernia da sempre, in modo particolare, sulle relazioni tra ebrei e tedeschi.
Critico letterario militante, scrive sulle pagine della Frankfurter Allgemeine Zeitung, della Zeit, di Rolling Stone. Negli anni '90 tenne regolarmente una rubrica satirica di grande successo dal titolo Cento righe di odio.
Nel 2003 il suo romanzo Esra è stato al centro di un caso giudiziario e editoriale: è stato ritirato dal commercio perché il Tribunale di Monaco ha accolto la richiesta dell'ex compagna dell'autore e della madre di lei, che si erano riconosciute in alcune pagine del libro. Il caso ha scatenato un vivace dibattito sulle pagine dei giornali tedeschi sul tema della censura. Madre e figlia hanno chiesto un risarcimento di cinquantamila euro a testa per danni morali, contro cui un folto numero di scrittori, attori, editori, artisti (tra cui i Nobel Grass e Jelinek) ha lanciato un appello pubblico.
Le sue opere sono state tradotte in diverse lingue.

## Opere
- Wenn ich einmal reich und tot bin, Kiepenheuer und Witsch 1990
- Land der Väter und Verräter, Kiepenheuer und Witsch 1994
- Harlem Holocaust, Kiepenheuer und Witsch 1998
- Die Tochter, Kiepenheuer und Witsch 2000
- Esra, Kiepenheuer und Witsch 2003
- Bernsteintage, Kiepenheuer und Witsch 2004
- Kanalratten, Fischer 2013
- Im Kopf von Bruno Schulz, Kiepenheuer und Witsch 2013

### Opere in italiano
- Taci, memoria (antologia di racconti), traduzione di Marco Federici Solari, L'orma editore, Roma 2015, ISBN 978-88-980-3861-9

## Premi
- 1994: premio Tukan della città di Monaco
- 1996: premio Otto Stoessl
- 1999: premio giornalistico Theodor Wolff
- 2008: titolare della cattedra Brüder Grimm dell'università di Kassel[4]
- 2012: premio letterario Würth dell'università di Tübingen
- 2018: cattedra di poetica dell'università di Heidelberg
- 2018: cattedra di poetica dell'università di Göttingen
- 2018: candidatura al Deutscher Buchpreis per Sechs Koffer